# Gewoon draadmos
Gewoon draadmos (Cephaloziella divaricata) is een soort uit het geslacht draadmos (Cephaloziella).

## Determinatie
Gewoon draadmos is een folieus levermos dat kleine matten vormt. De kleur is nogal variabel; meestal zijn de planten heldergroen, maar ze kunnen ook wijnrood, bruin tot zwartachtig van kleur zijn. De bladlobben zijn spits en meestal uiteenwijkend.

## Ecologie
Gewoon draadmos groeit op min of meer zure, oligotrofe tot meso-oligotrofe standplaatsen. Voor een folieus levermos is de soort zeer droogteresistent. Ze komt voor op vele substraten, waaronder steen, zand, leem, zavel, veen, humus, strooisel en dood hout. Haar ecologisch optimum lijkt te liggen op zandige en rotsige substraten met sterk wisselend vochtgehalte.

## Verspreiding
Het verspreidingsgebied van gewoon draadmos strekt zich uit over de gematigde streken van het noordelijk halfrond. In Nederland is de soort algemeen op de hogere zandgronden en in de duinen, maar veel zeldzamer in de laagveengebieden, het rivierengebied en Zuid-Limburg. De grootste aaneengesloten zwaartepunten van gewoon draadmos liggen in het Kempens district en het Gelders district.

## Fotogalerij

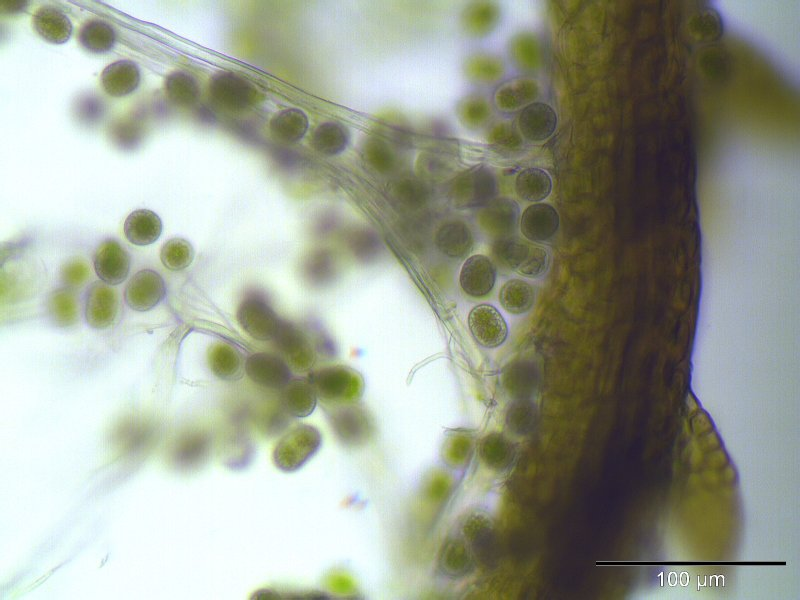
Close-up van een rizoïde met broedcellen
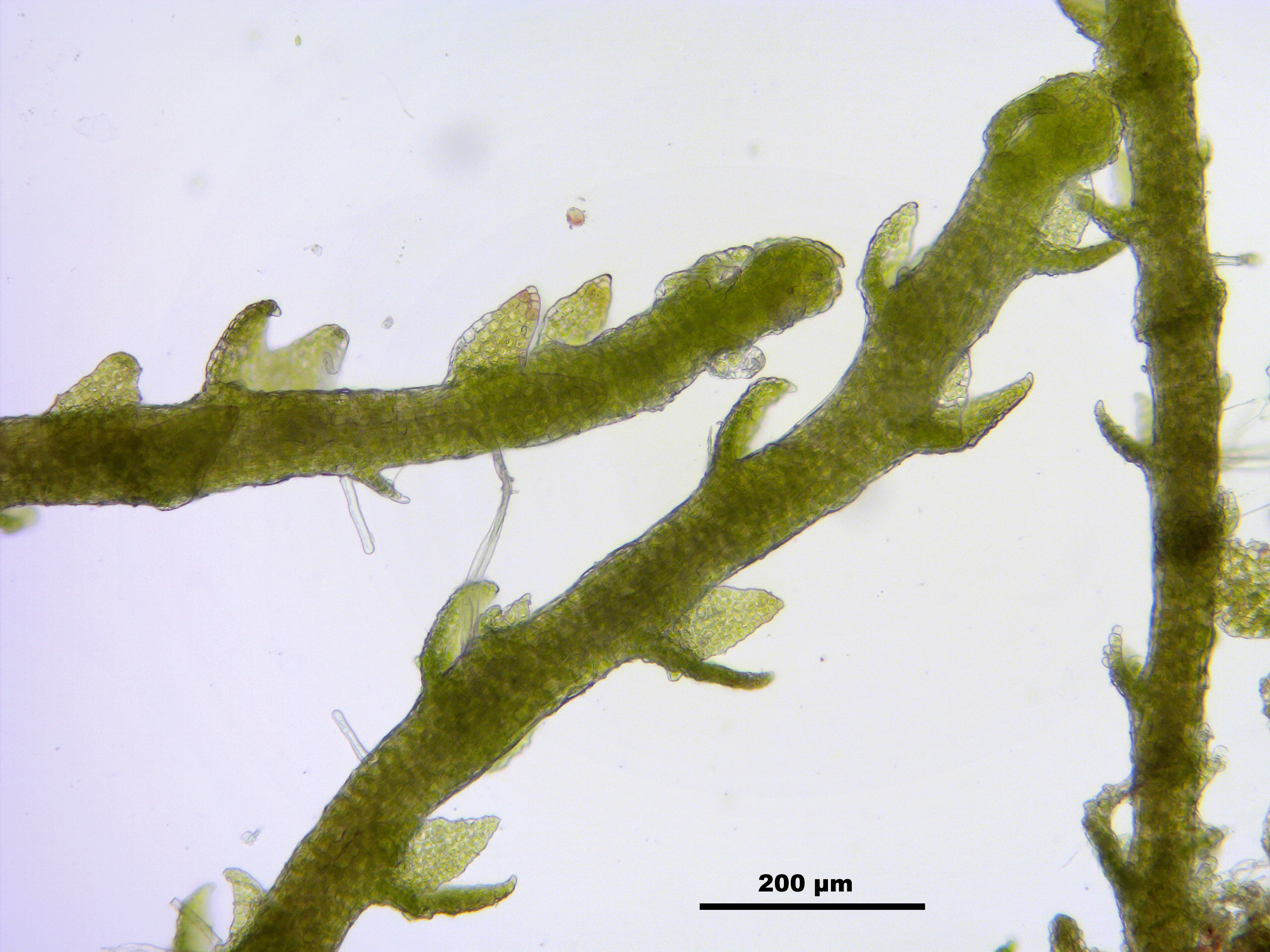